# Instituto Nacional para el Federalismo y el Desarrollo Municipal

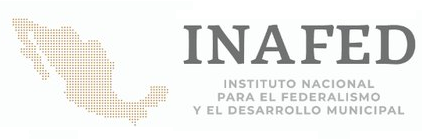
Logotipo Oficial del INAFED.

El Instituto Nacional para el Federalismo y el Desarrollo Municipal (INAFED) es un órgano desconcentrado de la Secretaría de Gobernación (SEGOB), que tiene como objetivo fortalecer a los gobiernos municipales y estatales con base al marco legal vigente, mediante una oferta de soluciones pertinente a sus necesidades, impulsando su papel como actores de su propio desarrollo con pleno respeto a su autonomía.
Está comprometido con el desarrollo institucional de los municipios, los ayuda a ampliar su criterio a través de la capacitación y el apoyo técnico a su alcance, que se otorga en coordinación con otras dependencias del Gobierno de México.
El INAFED se creó el 30 de julio de 2002, sus antecedentes fueron el Centro Nacional de Estudios Municipales (CNEM) y el Centro Nacional de Desarrollo Municipal que se instituyeron en 1984 y 1989, respectivamente.

## Coordinadores
- Carlos Gadsden Carrasco (2002-2003)
- Felipe de Jesús Cantú Rodríguez (2003-2005)
- Rosario Castro Lozano (2007-2012)
- José Antonio González Curi (2013-2016)
- Rodrigo Alejandro Nieto Enríquez (2016-2017)
- Guillermo Deloya Cobián (2017-2018)
- Rafael Cortés Gómez (2018-2022)
- Ignacio Ovalle Fernández (2022-2024)
- Armando Quintero Martínez (2024-presente)